# Komma (tidskrift, 1966–1968)
Komma var en unglitterär tidskrift som utgavs av Bonniers förlag 1966–1969 med Jan Stolpe som redaktör. 
I redaktionen ingick Carin Mannheimer, Sverker Göransson, Agneta Pleijel, Magnus Hedlund och Claes Hylinger. Tidskriften kom, främst genom Jan Stolpes försorg, att introducera strukturalismen som vetenskaplig och kritisk metod, och den var tydligt franskorienterad. Bland nya skönlitterära författare som presenterades i Komma kan nämnas Lars Norén, samt redaktionsmedlemmarna Magnus Hedlund och Claes Hylinger.